# Campeonato Alagoano 2016
In 2016 werd het 86ste Campeonato Alagoano gespeeld voor voetbalclubs uit de Braziliaanse staat Alagoas. De competitie werd georganiseerd door de Federação Alagoana de Futebol en werd gespeeld van 23 januari tot 8 mei. CRB werd de kampioen.

## Eerste fase

### Groep A
| Plaats | Club             | Wed. | W | G | V | Saldo | Ptn. |
| ------ | ---------------- | ---- | - | - | - | ----- | ---- |
| 1.     | CSA              | 10   | 9 | 1 | 0 | 27:3  | 28   |
| 2.     | ASA              | 10   | 6 | 0 | 4 | 19:13 | 18   |
| 3.     | Murici           | 10   | 5 | 2 | 3 | 16:14 | 17   |
| 4.     | Sete de Setembro | 10   | 4 | 1 | 5 | 13:17 | 13   |
| 5.     | CSE              | 10   | 3 | 4 | 3 | 6:7   | 13   |

|  | Geplaatst voor tweede fase winnaarsgroep   |
|  | Geplaatst voor tweede fase degradatiegroep |

### Groep B
| Plaats | Club       | Wed. | W | G | V | Saldo | Ptn. |
| ------ | ---------- | ---- | - | - | - | ----- | ---- |
| 1.     | CRB        | 10   | 6 | 1 | 3 | 20:14 | 19   |
| 2.     | Coruripe   | 10   | 4 | 2 | 4 | 14:12 | 14   |
| 3.     | Santa Rita | 10   | 3 | 3 | 4 | 7:13  | 12   |
| 4.     | Penedense  | 10   | 2 | 1 | 7 | 9:21  | 7    |
| 5.     | Ipanema    | 10   | 0 | 1 | 9 | 4:21  | 1    |

|  | Geplaatst voor tweede fase winnaarsgroep   |
|  | Geplaatst voor tweede fase degradatiegroep |

## Tweede fase

### Winnaarsgroep
| Plaats | Club       | Wed. | W | G | V | Saldo | Ptn. |
| ------ | ---------- | ---- | - | - | - | ----- | ---- |
| 1.     | CSA        | 5    | 4 | 0 | 1 | 8:4   | 12   |
| 2.     | Coruripe   | 5    | 2 | 1 | 2 | 5:5   | 7    |
| 3.     | CRB        | 5    | 2 | 1 | 2 | 6:7   | 7    |
| 4.     | Murici     | 5    | 2 | 1 | 2 | 5:6   | 7    |
| 5.     | Santa Rita | 5    | 1 | 3 | 1 | 4:3   | 6    |
| 6.     | ASA        | 5    | 0 | 2 | 3 | 3:6   | 2    |

|  | Geplaatst voor knockout-fase |

### Degradatiegroep
| Plaats | Club             | Wed. | W | G | V | Saldo | Ptn. |
| ------ | ---------------- | ---- | - | - | - | ----- | ---- |
| 1.     | Sete de Setembro | 6    | 3 | 2 | 1 | 9:6   | 11   |
| 2.     | CSE              | 6    | 3 | 2 | 1 | 7:5   | 11   |
| 3.     | Penedense        | 6    | 2 | 2 | 2 | 8:7   | 8    |
| 4.     | Ipanema          | 6    | 1 | 0 | 5 | 3:9   | 3    |

|  | Degradatie |

## Knock-outfase
|  | Halve finale | Halve finale | Halve finale |   |     | Finale | Finale | Finale |
|  |              |              |              |   |     |        |        |        |
|  | CSA          | 2            | 2            |   |     |        |        |        |
|  | Murici       | 2            | 1            |   |     |        |        |        |
|  | Murici       | 2            | 1            |   | CSA | 0      | 0      |        |
|  |              |              |              |   | CSA | 0      | 0      |        |
|  |              | CRB          | 2            | 1 |     |        |        |        |
|  | Coruripe     | CRB          | 2            | 1 | 0   | 1      |        |        |
|  | Coruripe     |              |              |   | 0   | 1      |        |        |
|  | CRB          | 2            | 0            |   |     |        |        |        |

Details finale
|            |                           |       |     |                          |
| 1 mei Heen | CRB                       | 2 – 0 | CSA | Estádio Rei Pelé, Maceió |
| 1 mei Heen | Diego 55' Neto Baiano 82' |       |     | Estádio Rei Pelé, Maceió |

| CRB | CSA |

|             |     |                   |     |                          |
| 8 mei Terug | CSA | 0 – 1             | CRB | Estádio Rei Pelé, Maceió |
| 8 mei Terug |     | 90+1' Neto Baiano |     | Estádio Rei Pelé, Maceió |

| CSA | CRB |

#### Wedstrijd om de derde plaats
Doordat de staat vanaf dit jaar twee clubs mocht afvaardigen naar de Série D en CRB al in een hogere reeks speelt, speelden de verliezende halvefinalisten voor het tweede ticket voor de Série D. 
|            |                |       |             |                                           |
| 2 mei Heen | Coruripe       | 1 – 1 | Murici      | Estádio Municipal Gerson Amaral, Coruripe |
| 2 mei Heen | João Paulo 45' |       | 60' Neilson | Estádio Municipal Gerson Amaral, Coruripe |

| Coruripe | Murici |

|             |                                |       |             |                                     |
| 7 mei Terug | Murici                         | 3 – 1 | Coruripe    | Estádio José Gomes da Costa, Murici |
| 7 mei Terug | Alan 7' Kattê 33' Tarcísio 64' |       | 78' Aurélio | Estádio José Gomes da Costa, Murici |

| Murici | Coruripe |

## Kampioen
| Campeonato Alagoano de 2016 |
| Alagoas                     |
| --------------------------- |
| CRB Kampioen (29° titel)    |